# William Elphinstone (15e Lord Elphinstone)
William Buller Fullerton Elphinstone, 15e Lord Elphinstone et 1er baron Elphinstone (18 novembre 1828 - 18 janvier 1893), connu sous le nom de William Elphinstone jusqu'en 1861, est un homme politique conservateur écossais.

## Jeunesse
Elphinstone est né le 18 novembre 1828. Il est le fils du lieutenant-colonel James Drummond Fullerton Elphinstone (1788-1857) et de sa seconde épouse, Anna Maria (née Buller) Elphinstone, qui se marient le 25 février 1824. Son père a été auparavant marié à Diana-Maria Clavering, décédée la veille de Noël de 1821.
Son père est le quatrième fils de William Fullerton Elphinstone (en), lui-même le troisième fils de Charles Elphinstone, 10e Lord Elphinstone. Son oncle paternel est le major-général William George Keith Elphinstone. Sa mère est la fille unique du vice-amiral Edward Buller et de Gertrude van Cortlandt .

## Carrière
Il sert comme aspirant sur le HMS Grampus de 1845 à 1847.
Il succède à son cousin germain dans la seigneurie en 1861 et est élu pair représentant écossais en 1867. Elphinstone est Lord-in-waiting (whip du gouvernement à la Chambre des lords) sous Benjamin Disraeli de 1874 à 1880 et sous Lord Salisbury de 1885 à 1886 et de 1886 à 1889. En 1885, il est créé baron Elphinstone, d'Elphinstone dans le comté de Haddington, dans la pairie du Royaume-Uni.
En février 1885, il passe trois semaines à Victoria dans le sud-est de l'Australie avec l'historien anglais James Anthony Froude et son fils, Ashley Anthony Froude. En mars 1885, il accompagne les Froude en Nouvelle-Zélande où ils visitent les Pink & White Terraces à Tarawera et séjournent avec George Grey sur l'île de Kawarau. Au cours de ses voyages, Lord Elphinstone conserve un portefeuille de croquis que l'aîné Froude utilise lorsqu'il publie Oceana, ou, l'Angleterre et ses colonies en 1886 .

## Vie privée
Lord Elphinstone épouse Constance Euphemia Murray (1838-1922), fille d'Alexander Murray (6e comte de Dunmore), en 1864. Elle est la sœur de Susan Murray, Charles Murray (7e comte de Dunmore) et Lady Victoria Alexandrina (épouse du révérend Henry Cunliffe, un fils de Sir Robert Cunliffe, 4e baronnet). Ensemble, ils sont les parents de cinq enfants, dont un seul s'est marié :
- James Drummond Elphinstone (1865-1890), décédé célibataire
- Lilian Elphinstone (1867-1956), décédée célibataire
- Sidney Buller-Fullerton-Elphinstone (16e Lord Elphinstone) (1869-1955), qui épouse Mary Bowes-Lyon, la fille de Claude Bowes-Lyon, 14e comte de Strathmore et Kinghorne et Cecilia Cavendish-Bentinck et la sœur de la reine mère
- Mountstuart William Fullerton-Elphinstone (1871-1957), qui est secrétaire particulier du secrétaire militaire du ministère de la Guerre pendant la Première Guerre mondiale et qui est décédé célibataire
- Constance Lothian Fullerton-Elphinstone (1873-1895), décédée célibataire

Il meurt en janvier 1893, à l'âge de 64 ans, et son fils aîné survivant Sidney lui succède dans ses titres. Lady Elphinstone est décédée en mars 1922 et a vécu à Pinewood, Windlesham, Surrey .